# Jrahovit
Jrahovit là một đô thị thuộc tỉnh Ararat, Armenia. Dân số ước tính năm 2011 là 1215 người. Đô thị này thuộc vùng đô thị Yerevan.